# Petr Krčmář
Petr Krčmář (* 1981) je český novinář, publicista a propagátor otevřeného software.

## Život
Vystudoval elektroniku se zaměřením na počítačové systémy. Dlouhodobě působil na pozici programátora a administrátora, věnoval se také bezpečnostní analýze sítě. Od poloviny devadesátých let 20. století se zabývá Linuxem a unixovými operačními systémy obecně. Své zkušenosti využívá při veřejné propagaci svobodného software, otevřených datových formátů a svobodného přístupu k informacím.
V září 2002 začal psát články pro zpravodajský server Root.cz. V letech 2003–5 působil zároveň jako redaktor portálu AbcLinuxu.cz, kde publikoval přes 800 zpráviček. Od dubna 2005 je šéfredaktorem serveru Root.cz, na kterém od té doby vydal několik dalších stovek článků a zpráviček. Na začátku roku 2008 začal provozovat vlastní informační web Debian-linux.cz propagující linuxovou distribuci Debian v České republice. Petr Krčmář také poskytuje komentáře pro články jiných autorů v různých zpravodajských titulech a jako přednášející se účastní odborných konferencí a setkání.
Za svou knihu Linux: tipy a triky pro bezpečnost získal ocenění Grada kniha roku 2004. Byl členem výboru Českého sdružení pro podporu svobodného software, opakovaně byl porotcem Cen pro Velkého bratra.

## Knihy
- Linux: tipy a triky pro bezpečnost (2004, ISBN 80-247-0812-4)
- Linux: postavte si počítačovou síť (2008, ISBN 978-80-247-1290-1)